# محمدحسن حکمت یزدی
محمدحسن حکمت یزدی سیاست‌مدار ایرانی بود، که در  دوره بیست و سوم  به‌عنوان نماینده تفت  در مجلس شورای ملی حضور داشت.